# Mount Murphy
Der Mount Murphy ist ein erloschener Schildvulkan nahe der Walgreen-Küste des westantarktischen Marie-Byrd-Lands. Er ist ein massiver, eisbedeckter Berg mit steilen, felsigen Hängen und ragt südlich der Bear-Halbinsel auf. Der Berg ist vom Smith-, dem Pope- und dem Haynes-Gletscher umgeben und teilweise bedeckt.

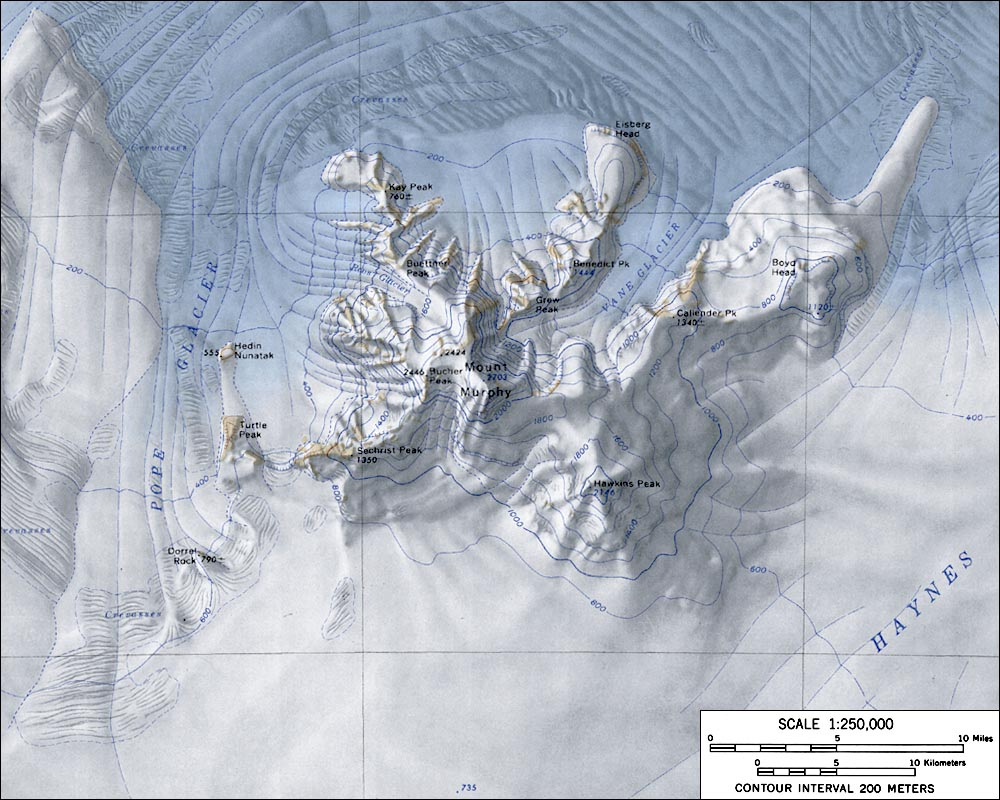
Topographische Karte von Mount Murphy (Maßstab 1:250.000)

Entstanden ist der Vulkan im späten Miozän, vor ungefähr 8 Mio. Jahren. Vulkanausbrüche am Mount Murphy ereigneten sich auch noch im Pleistozän, wie die Datierung eines der Flankenvulkane auf ein Alter von 0,9 Mio. Jahren belegt. Analysierte Gesteinsproben zeigen die Zusammensetzung des Vulkans. Demnach besteht er aus Alkalibasalt, Benmoreit und Trachyt. 
Teilnehmer der US-amerikanischen Operation Highjump (1946–1947) entdeckten ihn im Januar 1947. Dabei entstandene Luftaufnahmen dienten später seiner Kartierung. Das Advisory Committee on Antarctic Names benannte ihn 1955 nach dem US-amerikanischen Ornithologen Robert Cushman Murphy (1887–1973) vom American Museum of Natural History, einem Experten für die antarktische und subantarktische Vogelwelt.